# Regnans in coelis
Regnans in coelis je papeška bula, ki jo je napisal papež Klemen V. leta 1308.
S to bulo je papež sklical Viennski koncil, ki je bil 15. ekumenski koncil, ki je zasedal med 1311-1312 v francoskem mestu Vienne. Glavna točka koncila je bila odvzem papeške podpore vitezom templarjem.